# هارا
هارا (به آلمانی: Harra) یک شهر در آلمان است که در زاله-ارلا واقع شده‌است. هارا ۳۵٬۰۰۰٬ نفر جمعیت دارد.